# Nessuno parlerà di noi
Nessuno parlerà di noi (Nadie hablará de nosotras cuando hayamos muerto) è un film spagnolo del 1995 diretto da Agustín Díaz Yanes.

## Trama
Gloria è una donna spagnola che rimane testimone di un omicidio di due poliziotti per mano di dei gangster. Per sfuggire dai criminali, decide di scappare a Madrid dalla sua famiglia.